# 관박쥐

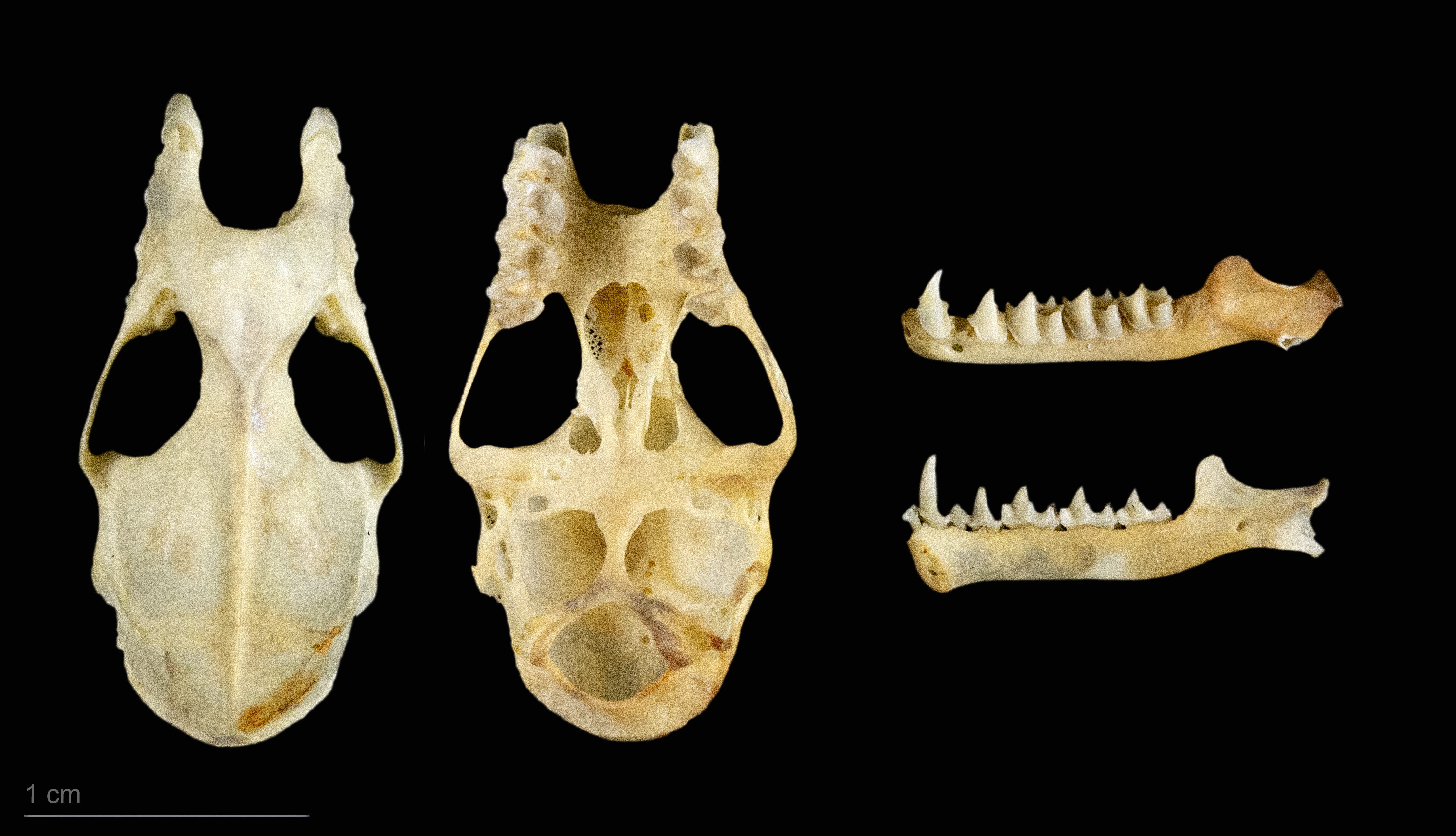
Rhinolophus ferrumequinum

관박쥐(학명: Rhinolophus ferrumequinum)는 관박쥐과에 속하는 박쥐이다. 주름코박쥐라고도 불리는 이 박쥐는 유럽, 아프리카, 아시아, 오스트레일리아에 서식한다. 유럽에서는 멸종 위기에 처해 있지만 한반도에서는 흔히 볼 수 있다. 한국에는 내륙관박쥐(R. f. korai)와 제주관박쥐(R. f. quelpartis) 등 2아종이 있는 것으로 알려져 있지만, 1933년 모리(Mori)가 발표한 제주관박쥐는 그 이후 아직 채집 관찰된 바 없다.

## 먹이
밤늦게 활동을시작하여 나방이나 왕풍뎅이, 말똥구리, 풍뎅이 등 주로 곤충을 잡아 먹는다. 유럽관박쥐는 활엽수림, 관목림, 상록수림에서 쇠똥구리, 큰 나방류, 날도래, 떡갈잎풍뎅이 등을 잡아 먹는다. 여름에는 매일 자기 몸무게의 35%에 해당하는 먹이를 먹는데, 잡은 곤충을 모두 먹는 것이 아니라 몸체의 연한 부분만을 먹는다. 해가 지고 30분 정도가 지나면 굴에서 나와 먹이를 찾는다. 관박쥐는 비행중에 또는 땅에 앉아서 곤충을 잡아 먹는다. 사냥법은 딱새류와 비슷해서, 나무에 매달려 있다가 근처를 지나가는 곤충을 보고 날아내리면서 낚아채서 잡는다.

## 번식
관박쥐는 늦 봄에 포육군집을 형성하고 1년에 1번, 7 ~ 8월에 한 마리의 새끼를 낳아 키운다. 번식기(교미하는 시기)는 9월말에서 10월 사이이다. 새끼는 생후 7주이내에 젖을 뗀다. 번식기는 가을이지만 늦은 겨울까지 계속되기도 한다. 5월에 포육군집을 형성하기 시작하여 6월 중순에서 7월에 절정을 이룬다. 이때는 14살까지의 수컷들은 임신한 암컷과 함께 포육군집에 참여하기도 하지만 7월 중순쯤에 새끼들이 태어나면 수컷들은 포육군집을 떠난다. 임신한 어미는 뒷 다리로 동굴 천정에 매달린 상태에서 날개를 접어서 한 마리의 새끼를 낳는다. 갓난 새끼는 곧바로 동굴 천정에 스스로의 힘으로 매달려서 먹이를 찾으러 간 어미를 기다린다. 새끼는 생후 9일이 되면 눈을 뜰 수 있게 된다. 처음에는 어미의 젖을 먹지만 생후 5주 정도가 비행을 시작하여 곤충을 잡을 수 있게 된다. 새끼들이 생후 7주가 되는 9월 초순이나 중순에 어미들은 포육집단을 떠나게 되고 이때가 곧 젖을 떼는 시기가 된다. 하지만 새끼들은 10월까지 또는 그 이후까지 포육집단에 남아서 성장한다. 암컷은 생후 3년이 되면 성적으로 성숙하지만 10살이 되기 전까지는 번식을 하지 않는 것이 보통이다. 수컷은 생후 2년 또는 3년이 되면 성적으로 성숙한다.

## 아종
- R. f. creticum
- R. f. ferrumequinum
- R. f. irani
- 한국큰관박쥐 (R. f. korai) - 한반도 내륙종
- R. f. nippon
- R. f. proximus
- 제주관박쥐 (R. f. quelpartis) - 한국 제주종[4]
- R. f. tragatus

## 같이 보기
- 한국의 포유동물